# Страјкер (Охајо)
Страјкер (енгл. Stryker) град је у америчкој савезној држави Охајо.

## Демографија
По попису из 2010. године број становника је 1.335, што је 71 (-5,0%) становника мање него 2000. године.
| Група             | 2000.         | 2010.         |
| Белци             | 1.271 (90,4%) | 1.195 (89,5%) |
| Афроамериканци    | 2 (0,1%)      | 5 (0,4%)      |
| Азијати           | 2 (0,1%)      | 3 (0,2%)      |
| Хиспаноамериканци | 124 (8,8%)    | 112 (8,4%)    |
| Укупно            | 1.406         | 1.335         |